# Jožefa Mervar
Jožefa Mervar, sestra Deodata, slovenska redovnica, * 26. november 1903, Boričevo, † 1992, Šentrupert.
Sestra Deodata se je rodila kot Jožefa Mervar v Boričevem blizu Šmihela pri Novem mestu. Očetu Janezu Mervarju in materi Mariji, roj. Zagorc, se je rodilo 12 otrok: trije fantje in devet deklet. Kar štiri od njih so se odločile za redovno življenje.
Leta 1925 je Jožefa vstopila v skupnost sester usmiljenk v Ljubljani. Za redovno ime si je izbrala ime s. Deodata. Ni imela posebne izobrazbe, zaključila je le pet razredov osnovne šole pri sestrah Notredamkah in tečaj za gospodinjstvo in kuhanje. Bila pa je nadarjena za praktična dela (delo na polju, kuhanje, šivanje, pletenje in nego) in delo z ljudmi.
Nege bolnikov se je učila od leta 1926 v Leonišču in sicer od zdravnikov, s praktičnim delom in dodatnimi tečaji. Posebej se je izurila za zdravljenje z domačimi zdravili. Verjetno je bila pretežno samouk.
Kot mlada sestra je delovala povsod, kjer so jo potrebovali: v semenišču v Radečah je sestre učila pletilstvo, v Marijinem domu v Ljubljani je sodelovala pri Vincencijevi konferenci ter skrbela za hrano ubogih. Kasneje je, ponovno v Radečah, skrbela za bolne redovnice, zatem pa je bila poslana v Beograd, kjer je delala pretežno po bolnicah in z bolniki. Leta 1938 je prišla v Šentrupert, v Dom svete Ludovike in postala predstojnica novonastale redovne skupnosti. S pomočjo sosester je obnovila ambulanto in domačo lekarno. Na vrtu je z ostalimi sestrami gojila zelišča, pripravljala domača zdravila in zdravila ljudi iz okolice. Pri skrbi za bolne je bila zelo požrtvovalna in negovala vse, ki so potrebovali njeno pomoč, tudi ranjene med vojno po gozdovih (tako partizane kot domobrance).
Po koncu vojne so jo s še dvema sestrama zaprli in odpeljali v Verdreng na družbeno koristno delo za približno eno leto. Po zaporu je nekaj let ponovno bivala v Beogradu. Leta 1962 se je vrnila v Šentrupert in nadaljevala s svojim delom v domači ambulanti v redovni hiši. Vsak dan je obiskovala bolnike v bližnji in daljni okolici in jih zdravila z domačimi zdravili, ki jih je sama izdelala. Ljudje so ji zelo zaupali, njeno delo pa so cenili tudi zdravniki.
Ko ni bila več predstojnica in so postala zdravila in zdravljenje vsem dosegljiva, je morala prenehati z zdravljenjem in izdelavo zdravil. Na stara leta jo je zelo bolelo, ker ni mogla opravljati dela, ki ga je ljubila in ga čutila kot svoje poslanstvo.
Umrla je v devetinosemdesetem letu, 10. maja 1992 v Šentrupertu.